# Acrophorus
Acrophorus – rodzaj roślin z rodziny nerecznicowatych (Dryopteridaceae) wyróżniany w dawniejszych systemach klasyfikacyjnych. Obejmował w zależności od ujęcia od 2 do co najmniej 7 gatunków. W 2012 po stwierdzeniu zagnieżdżenia tych roślin w obrębie drzewa filogenetycznego rodzaju nerecznica Dryopteris – zostały one włączone do tego rodzaju. Gatunki klasyfikowane do tego rodzaju występują w Azji południowo-wschodniej oraz na wyspach Oceanii po Fidżi na wschodzie.

## Systematyka
Pozycja według systemu Smitha i in. (2006)
Rodzaj z rodziny nerecznicowatych Dryopteridaceae.
Wykaz gatunków
- Acrophorus cuneifolius (C. Presl) T. Moore
- Acrophorus diacalpioides Ching & S.H. Wu
- Acrophorus dissectus Ching
- Acrophorus emeiensis Ching
- Acrophorus exstipellatus Ching & S.H. Wu
- Acrophorus macrocarpus Ching & S.H. Wu
- Acrophorus membranulosa (Wall.) Wall. ex Bedd.